# Asamblea Constituyente del Separatismo Catalán

La estelada independentista catalana (arriba) y la bandera cubana (abajo) presidieron la Asamblea.

La Asamblea Constituyente del Separatismo Catalán fue una reunión del independentismo catalán que se celebró en La Habana (Cuba) entre el 30 de septiembre y el 2 de octubre de 1928 y que estuvo presidida por Francesc Macià, el líder de Estat Català, quien tras el fracaso del complot de Prats de Molló que pretendía derribar la Dictadura de Primo de Rivera, que desde septiembre de 1923 gobernaba en España, y proclamar la República Catalana Independiente, había iniciado una gira propagandística de la "causa de Cataluña" por América Latina. La Asamblea aprobó la Constitución Provisional de la República Catalana, de la que se editaron 10.000 ejemplares, y fundó el Partit Separatista Revolucionari Català. 

## Historia
A pesar del fracaso, el complot de Prats de Molló de principios de noviembre de 1926 tuvo un amplio eco internacional lo que provocó que, según el historiador Eduardo González Calleja, cobrara "una inesperada dimensión épica" y diera "origen al persistente mito de l'Avi [Macià], precisamente en el momento de más baja popularidad de la Dictadura y sus cómplices en Cataluña". Macià desarrolló a partir de entonces una febril actividad propagandística de la "causa catalana". En diciembre de 1927 inició un viaje por América Latina, que acabó en Cuba. En compañía de Ventura Gassol primero visitó los centros catalanes de Uruguay, donde fue muy bien recibido, para pasar después a Argentina, recorriendo todo el país —estuvo en Buenos Aires, La Plata, Rosario, Córdoba, y Mendoza—. No consiguió ir a Chile porque el dictador chileno coronel Ibáñez le negó la entrada al país. Finalmente viajó a Cuba.
En La Habana se celebró la autodenominada Asamblea Constituyente del Separatismo Catalán entre los días 30 de septiembre y 2 de octubre de 1928, una convención política del independentismo catalán que tomó como modelo la Convención de Guáimaro, de la que surgió la primera Constitución de Cuba. La idea partió de Josep Conangla i Fontanals que se la propuso en septiembre de 1927 a Macià, y éste la apoyó. La organización corrió a cargo del Club Separatista Català número 1 de La Habana mediante una comisión formada por Conangla, Claudi Mimó, Josep Murillo y Josep Carner i Ribalta.
La Asamblea estuvo presidida por Macià, con Claudi Mimó como presidente de honor; Josep Murillo y Josep López Franc como vicepresidentes; Joaquim Muntal y Ventura Gassol como adjuntos; Conangla y Josep Carner Ribalta como ponentes; Josep Pineda como secretario; y Lluís Font y Lleonard Ribot como vicesecretarios. Participaron 25 delegados acreditados y se aprobó la Constitución Provisional de la República Catalana y la creación del Partit Separatista Revolucionari Català.
En la Asamblea también se decidió que el método de lucha para conseguir la independencia de Cataluña seguiría siendo el alzamiento armado de los catalanes, aunque tras el fracaso del golpe de Estado de enero de 1929 encabezado por José Sánchez Guerra, Macià decidió abandonar el proyecto de una nueva invasión y apostó por organizar una insurrección en el interior de Cataluña, vinculada a las diversas conspiraciones antidictatoriales y antimonárquicas que entonces se estaban tramando en España.